# Zamiejscowy Wydział Kultury Fizycznej w Gorzowie Wielkopolskim Akademii Wychowania Fizycznego im. Eugeniusza Piaseckiego w Poznaniu
Zamiejscowy Wydział Kultury Fizycznej w Gorzowie Wielkopolskim Akademii Wychowania Fizycznego im. Eugeniusza Piaseckiego w Poznaniu – jednowydziałowa filia z siedzibą w Gorzowie Wielkopolskim Akademii Wychowania Fizycznego im. Eugeniusza Piaseckiego w Poznaniu, stanowiąca jeden z trzech wydziałów uczelni. Obok Zielonogórsko-Gorzowskiego Wyższego Seminarium Duchownego jest to najstarsza działająca placówka szkolnictwa wyższego w Gorzowie Wielkopolskim.

## Historia
Gorzowska filia poznańskiej Wyższej Szkoły Wychowania Fizycznego powołana została zarządzeniem przewodniczącego GKKFiT z 24 kwietnia 1971 roku. 
W latach 1984–1993 funkcjonowała jako samodzielny Zamiejscowy Wydział Wychowania Fizycznego. W 1993 roku z powodu trudności kadrowych poznańskiej uczelni wydział został zdegradowany do rangi Instytutu Kultury Fizycznej w Gorzowie Wielkopolskim Wydziału Wychowania Fizycznego uczelni w Poznaniu. W 2003 instytut podniesiono ponownie do rangi samodzielnego wydziału. Od 2005 roku Zamiejscowy Wydział Kultury Fizycznej uzyskał prawo nadawania stopnia naukowego doktora nauk o kulturze fizycznej. W latach 2006–2019 nadano łącznie 64 stopnie doktora nauk o kulturze fizycznej. W związku z wejściem w życie przepisów Ustawy z dnia 20 lipca 2018 roku – Prawo o szkolnictwie wyższym i nauce (Dz.U. poz. 1668) z dniem 1 października 2019 roku sprawy związane z nadawaniem stopnia naukowego doktora prowadzone są w macierzystej uczelni w Poznaniu.

## Władze ZWKF[3]
- Dziekan filii dr hab. Leszek Zguczyński
- Prodziekan ds. Studiów dr Łukasz Lamcha
- Prodziekan ds. Studenckich dr Piotr Wójciak

## Kierunki studiów
- Wychowanie fizyczne (I i II stopnia)
- Fizjoterapia (jednolite magisterskie)
- Dietetyka (I stopnia)

### Struktura organizacyjna
- Zakład Wychowania Fizycznego i Sportu
- Zakład Nauk Humanistycznych i Społecznych
- Zakład Nauk Biologicznych
- Zakład Fizjoterapii
- Zakład Dietetyki
- Centralne Laboratorium Badawcze

## Kampus
W skład kampusu ZWKF wchodzą obiekty:
- Budynek Główny
- Budynek Fizjoterapii
- Biblioteka
- Hale sportowe „Alfa” i „Beta”
- Stadion lekkoatletyczny
- Pływalnia
- Przystań sportów wodnych
- Ośrodek Dydaktyczno-Socjalny w Chycinie